# إبراهيم زولي
إبراهيم حسين زولي (1968 -) شاعر سعودي.

## حياته
ولد في محافظة ضمد التابعة لمنطقة جازان جنوب المملكة العربية السعودية، تخرج زولي من المعهد العلمي في ضمد، ثم نال درجة البكالوريوس في اللغة العربية من جامعة أم القرى بمكة المكرمة، يعمل مدرسا بمتوسطة عثمان بن عفان في ضمد، وقد شارك زولي في العديد من الأمسيات الشعرية ونشر العديد من القصائد ومن مشاركاته: تمثيله المملكة في مهرجان الشباب العربي بالخرطوم عام 1408 هـ الموافق 1988 , ومثل المملكة أيضا في مهرجان الشباب الخليجي عام 1408 هـ، وشغل عضوية لجنة منتدى الشعر بنادي جازان الأدبي، أقام أمسيات شعرية في كل من جامعة أم القرى ونادي جازان الأدبي ونادي جدة الأدبي ونادي الطائف الأدبي ونادي الصواري بفرسان ونادي المدينة الأدبي ونادي الباحة الأدبي ومؤسسة السديري في الجوف ونادي أبها الأدبي، كما وأقام أمسية شعرية ضمن الفعاليات الثقافية لمهرجان الجنادرية لعام 1428 هـ، وأقام أمسية شعرية بالمركز الإعلامي بدمياط في جمهورية مصر العربية عام 2006 , وأحيا أمسية شعرية مع عدد من الشعراء العرب في ملتقى سوق عكاظ الدورة الثانية في الطائف عام 2008 , وشارك في أمسية مع عدد من الشعراء العرب في دمشق بمناسبة القدس عاصمة للثقافة العربية عام 2009 , وشارك بندوة في القاهرة لمناقشة ديوان تأخذه من يديه النهارات عام 2009 , وشارك في ملتقى النصّ الجديد على هامش معرض القاهرة الدولي للكتاب عام 2010 , وشارك بأمسية في الإسكندرية في نوفمبر عام 2010 , ويعد زولي عضو في معجم البابطين للشعراء العرب المعاصرين.

## مشاركاته
- تمثيل المملكة في ملتقى الشعراء العرب بتونس 2013م.
- تمثيل المملكة في ملتقى الشعر الدولي في مدينة أسفي بالمغرب مع عدد من شعراء العالم، 2015م.
- شارك في أمسية مع عدد من الشعراء العرب في معرض القاهرة الدولي للكتاب 2013م.
- أمسية شعرية في افتتاح مؤتمر الأدباء السعوديين الرابع بالمدينة المنورة 2013م.
- المشاركة في أمسية مع عدد من الشعراء العرب في مهرجان الجنادرية 2014م.
- ندوة في القاهرة لمناقشة ديوانه «من جهة معتمة» مع عدد من النقاد المصريين والعرب، أغسطس 2013م.
- أمسية في القنصلية الفرنسية بمدينة جدة مع عدد من الشعراء السعوديين والفرنسيين 2017م.
- أمسية في جمعية الثقافة والفنون في الدمام 2017م.
- ترجمت بعض نصوصه للغتين الإنجليزية والفرنسية.

## دواوينه الشعرية
لزولي عشرة دواوين شعريه مطبوعة وهي:
- رويدا باتجاه الأرض: عن مركز الحضارة العربية بالقاهرة عام 1996 , ثم طبع طبعة ثانية عن دار طوى لندن مع منشورات الجمل عام 2009 .
- أول الرؤيا: عن نادي جازان الأدبي عام 1999 .
- الأجساد تسقط في البنفسج: عن مركز الحضارة العربية بالقاهرة عام 2006 , ثم طبع طبعة ثانية عن الانتشار العربي ببيروت عام 2009 .
- تأخذه من يديه النهارات: عن نادي المنطقة الشرقية الأدبي عام 2008 .
- رجال يجوبون أعضاءنا: عن نادي حائل الأدبي بالتعاون مع الانتشار العربي عام 2009 .
- قصائد ضالة كائنات تمارس شعيرة الفوضى: عن الدار العربية للعلوم ناشرون بيروت مع نادي المدينة الأدبي عام 2010.
- من جهة معتمة: عن مؤسسة أروقة للدراسات والترجمة القاهرة 2013.
- شجر هارب في الخرائط – شذرات: عن الدار العربية للعلوم ناشرون، بيروت 2014.
- ديوان حرس شخصي للوحشة: صادر عن المركز الثقافي العربي، المغرب، 2015.
- كتاب «مخرج للطوارئ - نصوص مفتوحة»: عن نادي جازان الأدبي، نشر مشترك مع الدار العربية للعلوم ناشرون، بيروت، 2016.
- كتاب «ما وراء الأغلفة»: عن المؤسسة العربية للدراسات والنشر، 2025.[3]

## وصلات خارجية
- إبراهيم زولي.. قصائد ضالة يتلبسها الفصام